# Colegio Oficial de Arquitectos de Cantabria
El Colegio Oficial de Arquitectos de Cantabria (abreviado COACAN) es el colegio profesional de arquitectos de Cantabria (España), miembro del Consejo Superior de los Colegios de Arquitectos de España, escindido del de Madrid en 1983. Agrupa a todos los arquitectos en activo de esta comunidad autónoma.

## Historia
El 23 de octubre de 1907 se fundó la Asociación de arquitectos de Santander para las provincias de Santander y Asturias, dirigida por Alfredo de la Escalera y con Javier González de Riancho como secretario. La organización fue creciendo sobre todo a partir de las incorporaciones de 1914 y el X Congreso Nacional de Arquitectos (agosto de 1929).
En 1931 es sustituida por la delegación del Colegio Oficial de Arquitectos de Madrid. Por Real Decreto, en 1983 se constituye el Colegio Oficial de Arquitectos de Cantabria, con sede en Santander. Su primera junta se celebra el 25 de abril de ese mismo año, teniendo entonces 108 colegiados.

## Decanos-presidentes
- Antonio Ortega Fernández (1983)
- Luis Pedraz Derqui (1983-1985)
- José Cabrero Cabrera (1985-1987)
- Luis de Prada Pareja (1987-1989)
- Jesús Molinero Barroso (1989-1991)
- Fernando Cuerno Cabrero (1991-1993)
- Luis Pedraz Derqui (nuevamente; 1993-1996)
- Clemente Lomba Gutiérrez (1996-2005)
- Pío Jesús Santamaría Muñoz (2005-2009)
- Ignacio Pereda Pérez (2009-2015)
- José Ignacio Villamor Elordi (2015-2018)
- Moisés Castro Oporto (2018- 2024)
- Román San Emeterio Pedraja (2024-actualidad)